# شعب الهزارة وخراسان الكبرى
شعب الهزارة وخراسان الكبرى هو كتاب باللغة الفارسية عن تاريخ وأصول شعب الهزارة من تأليف محمد تقي الخوري.

## طالع أيضًا
- الهزارة في أفغانستان [الإنجليزية]
 بقلم سيد عسكر موسوي
- الهزارة بقلم حسن بولادي